# Titularbistum Plotinopolis
Plotinopolis (ital.: Plotinopoli) ist ein Titularbistum der römisch-katholischen Kirche.
Es geht zurück auf ein früheres Bistum der gleichnamigen antiken Stadt in der römischen Provinz Thracia bzw. in der Spätantike Haemimontus im östlichen Teil der heutigen Oberthrakischen Tiefebene. Der Bischofssitz war der Kirchenprovinz Adrianopolis zugeordnet.
| Titularbischöfe von Plotinopolis |               |                                                                                    |                 |                |
| Nr.                              | Name          | Amt                                                                                | von             | bis            |
| 1                                | Pavlo Wasylyk | Weihbischof in Iwano-Frankiwsk (Ukrainische Sozialistische Sowjetrepublik/Ukraine) | 16. Januar 1991 | 20. April 1993 |